# Peromyia neomexicana
Peromyia neomexicana är en tvåvingeart som först beskrevs av Ephraim Porter Felt 1913.  Peromyia neomexicana ingår i släktet Peromyia och familjen gallmyggor.
Artens utbredningsområde är New Mexico. Inga underarter finns listade i Catalogue of Life.